# Piret Hartman

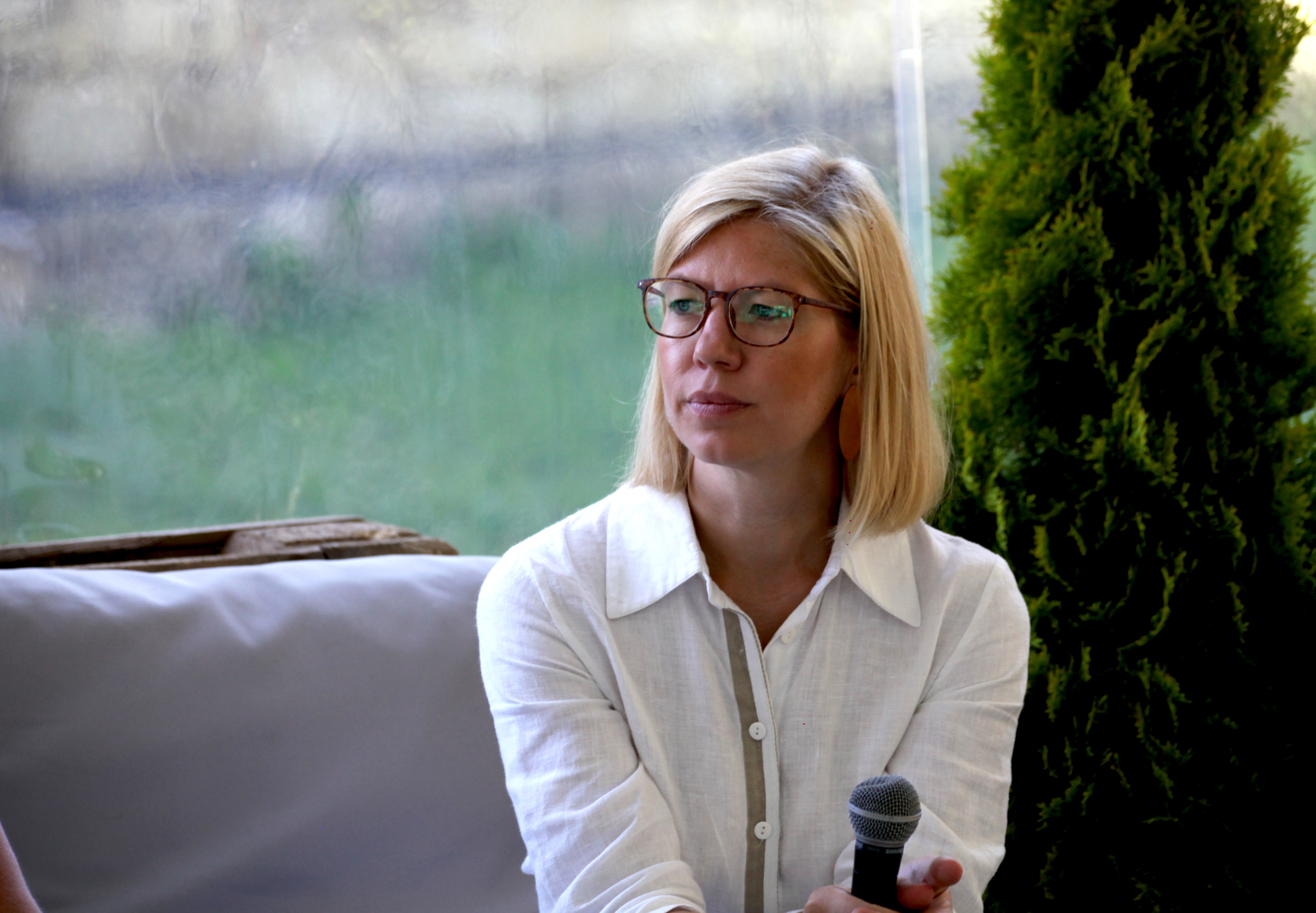
Piret Hartman auf dem Opinion Festival 2022 in Paide

Piret Hartman (* 10. August 1981 in Püssi) ist eine estnische Politikerin. Sie gehört der Sozialdemokratischen Partei (Sotsiaaldemokraatlik Erakond – SDE) an. Vom 18. Juli 2022 bis 17. April 2023 war Hartman Kulturministerin der Republik Estland in der zweiten Regierung von Ministerpräsidentin Kaja Kallas (Kabinett K. Kallas II). Vom 29. April 2024 bis zum 11. März 2025 war sie Ministerin für Regionale Angelegenheiten im Kabinett K. Kallas III und Kabinett Michal.

## Ausbildung
Piret Hartman besuchte die Schule in Lüganuse im Nordosten Estlands.
Sie schloss 2003 ihr Studium in den Fächern Agrarökonomie und Unternehmertum an der heutigen Estnischen Universität der Umweltwissenschaften ab. Dort machte sie 2006 ein Magisterexamen in Wirtschaftswissenschaft und Unternehmertum. 2022 schloss sie außerdem ein Studium im Bereich digitale Wirtschaftstransformation an der Technischen Universität Tallinn ab.

## Politik
2002/2003 war Piret Hartman stellvertretende Vorsitzende und später Vorsitzende der Leitung des Verbands der Estnischen Studierendenvereinigungen (Eesti Üliõpilaskondade Liit – EÜL).
Gleichzeitig betätigte sie sich politisch. Von 2004 bis 2010 war Hartman Mitglied der ländlich orientierten Estnischen Volksunion (Eestimaa Rahvaliit).
Von 2004 bis 2007 war Piret Hartman Mitglied des Vorstands der Estnischen Filmstiftung (Eesti Filmi Sihtasutus). Gleichzeitig arbeitete sie von 2005 bis 2008 als Beraterin für die Estnische Volksunion. 2009/2010 war sie Geschäftsführerin der Partei.
2012, nach der Auflösung der Volksunion, trat sie der Sozialdemokratischen Partei bei.
Von 2010 bis 2013 war sie Geschäftsführerin und Wahlkampfmanagerin der Sozialdemokratischen Partei. 2014/2015 arbeitete sie als Beraterin der sozialdemokratischen Fraktion im estnischen Parlament (Riigikogu). Von 2015 bis 2021 war Piret Hartman Vorstandsmitglied der Stiftung „Migration und Integration“ (Migratsiooni ja Integratsiooni SA Meie Inimesed - MISA); 2021/2022 war sie Vorsitzende des Aufsichtsrats. Gleichzeitig wirkte sie 2015/2016 als Beraterin im estnischen Kulturministerium unter ihrem Parteifreund Indrek Saar, unter anderem zu Integrationsfragen. Von 2016 bis 2022 war sie im Kulturministerium Unterstaatssekretärin für kulturelle Diversität. Am 18. Juli 2022 wurde Piret Hartman in der zweiten Koalitionsregierung von Ministerpräsidentin Kaja Kallas zur Kulturministerin der Republik Estland berufen.
Nach der Parlamentswahl vom 5. März 2023 wurde sie im Kabinett K. Kallas III zunächst nicht wieder als Ministerin berücksichtigt. Nach dem Rücktritt ihres Parteikollegen Madis Kallas übernahm sie am 29. April 2024 das Ministerium für Regionale Angelegenheiten. Am 11. März 2025 entließ Ministerpräsident Kristen Michal die Minister der SDE und damit auch Hartman nach einem Konflikt über die Steuerpolitik aus der Regierung.

## Privates
Piret Hartman lebt in einer nicht-ehelichen Lebensgemeinschaft. Sie hat zwei Töchter.